# Рыдзевские
Рыдзевские (пол. Rydzewski), также Рыдзевские-Вардомские — дворянский род герба Сухе-Комнаты, происходящий из княжества Мазовецкого и восходящий к началу XV века.
Род внесён в VI, I и II части родословных книг губерний Виленской, Волынской, Владимирской, Гродненской, Минской, Могилёвской, Орловской и Смоленской.
- Рыдзевский, Антон Иванович — герой сражения под Прейсиш-Эйлау, полковник.
- Рыдзевский, Георгий Николаевич (1837—1885) — генерал-майор, командир 2-й бригады 21-й пехотной дивизии.
- Рыдзевский, Константин Николаевич (1852—1929) — товарищ министра внутренних дел и командир корпуса жандармов (1904—1905); сенатор (1906).
- Рыдзевский, Николай Антонович (1805—1878) — военный инженер, генерал-лейтенант.

- Рыдзевский, Николай Георгиевич (1873—?) — генерал-майор[3].
  - Рыдзевская, Елена Александровна (1890—1941) — советский историк-медиевист, скандинавист.